# Atelopus varius
Atelopus varius és una espècie d'amfibi que viu a l'àrea compresa entre Costa Rica i Panamà.
Està amenaçada d'extinció per la pèrdua del seu hàbitat natural.